# Palazzo Alibrandi Cavalieri

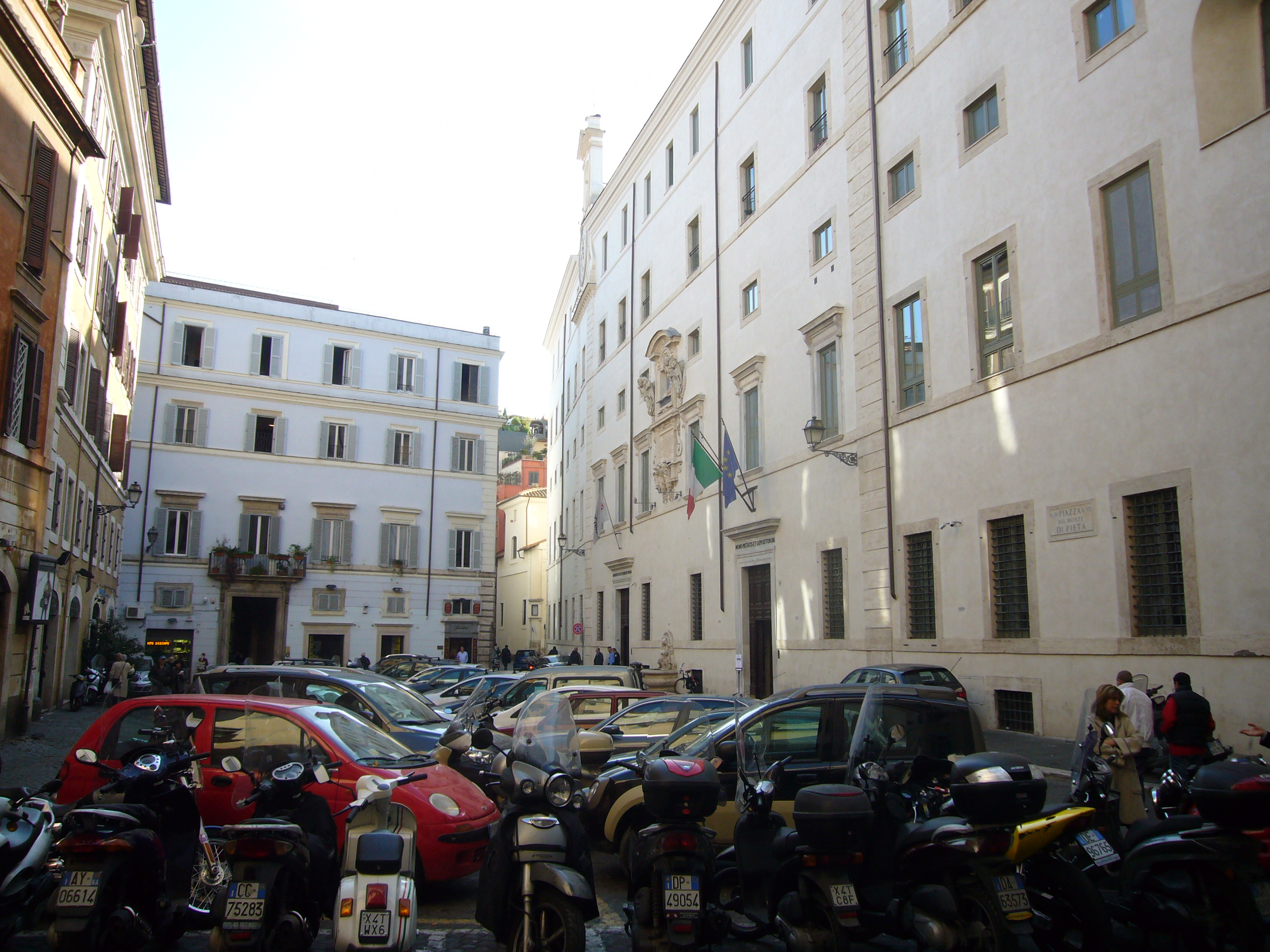
Nesta vista da Piazza dei Monte di Pietà, o Palazzo Alibrandi está no fundo (azul-claro). À direita, o grande Palazzo del Monte di Pietà.

Palazzo Alibrandi Cavalieri, conhecido também como Palazzetto Alibrandi, é um palácio localizado na Piazza dei Monte di Pietà, no rione Regola de Roma. Este pequeno palácio aparece do lado esquerdo da gravura de Giuseppe Vasi (1759) sobre a praça e o Palazzo del Monte di Pietà e conta com um pátio interno muito interessante, no qual uma escadaria aberta leva aos apartamentos do piso nobre. Seu projeto é bastante raro em Roma, mas muito utilizado no norte da Itália, especialmente perto de Milão.